# Louis Arnould
Jean-Baptiste Louis Arnould, né à Trigny le 7 août 1864 et mort le 9 novembre 1949 à Aubigné-Racan, est un homme de lettres français.

## Biographie
Jean-Baptiste Louis Arnould est le fils de Jacques Edmond et Paule Baltard.
Docteur ès lettres (1898), il est professeur de littérature française à l'Université de Poitiers (1899) et correspondant de l'institut.

## Principaux ouvrages
- Racan (1589-1670), Paris, A. Colin, 1896, prix Saintour de l’Académie française en 1899
- Quelques Poètes, Paris, H. Oudin, 1907, prix Montyon de l’Académie française
- La Providence et le Bonheur, Paris, Société française d'imprimerie et de librairie, 1917, prix Juteau-Duvigneaux de l’Académie française
- Âmes en prison. L'École française des sourdes-muettes-aveugles, Poitiers, Société française d'imprimerie, prix Fabien de l’Académie française en 1927
- Poésies de Racan, prix Saintour de l’Académie française en 1931
- Édition des Bergeries, de Racan, prix Saintour de l’Académie française en 1938